# Municipio de Montgomery-Smalley
El municipio de Montgomery-Smalley (en inglés: Montgomery-Smalley Township) es un municipio ubicado en el condado de Monroe en el estado estadounidense de Arkansas. En el año 2010 tenía una población de 134 habitantes y una densidad poblacional de 0,66 personas por km².

## Geografía
El municipio de Montgomery-Smalley se encuentra ubicado en las coordenadas 34°25′8″N 91°4′47″O / 34.41889, -91.07972. Según la Oficina del Censo de los Estados Unidos, el municipio tiene una superficie total de 202.19 km², de la cual 195,27 km² corresponden a tierra firme y (3,42 %) 6,92 km² es agua.

## Demografía
Según el censo de 2010, había 134 personas residiendo en el municipio de Montgomery-Smalley. La densidad de población era de 0,66 hab./km². De los 134 habitantes, el municipio de Montgomery-Smalley estaba compuesto por el 71,64 % blancos, el 27,61 % eran afroamericanos y el 0,75 % eran de una mezcla de razas. Del total de la población el 0 % eran hispanos o latinos de cualquier raza.